# Сеннан
Сеннан (яп. 泉南市 Сэннан-си) — город в Японии, находящийся в префектуре Осака. Площадь города составляет 48,48 км², население — 63 078 человек (1 августа 2014), плотность населения — 1301,11 чел./км².

## Географическое положение
Город расположен на острове Хонсю в префектуре Осака региона Кинки. С ним граничат города Идзумисано, Ханнан, Кинокава, Иваде и посёлок Тадзири.

## Население
Население города составляет 63 078 человек (1 августа 2014), а плотность — 1301,11 чел./км². Изменение численности населения с 1980 по 2005 годы:
| 1980 | 53 324 чел. |  |
| 1985 | 60 059 чел. |  |
| 1990 | 60 065 чел. |  |
| 1995 | 61 688 чел. |  |
| 2000 | 64 152 чел. |  |
| 2005 | 64 683 чел. |  |

## Символика
Деревом города считается камфорное дерево, цветком — цветок сливы японской.